# Азианизм
Азиани́зм, или азиа́нский стиль (др.-греч. Ἀσιανὸς ζῆλος, лат. dictio Asiatica) — направление в эллинистической (Гегесий из Магнесии) и отчасти римской риторике (Гортензий, в ряде случаев Цицерон). Термин обязан указанием на малую Азию (в противовес Аттике) — место, откуда вышли (греческие) представители этого ораторского стиля.
В азианском стиле культивировались обширные периоды, украшенные параллелизмами и антитезами, ритмическая проза (иногда с рифмой), игра слов. Сторонники аттицизма видели в азианском стиле «извращение эллинских вкусов азиатским влиянием» — отсюда и пейоративное его обозначение. Под влиянием азианизма сложилась вся позднеантичная проза, к его традициям восходит литература Возрождения и барокко. Цицерон выделял две разновидности азианского стиля:

Один род — полный отрывистых мыслей и острых слов, причём мысли эти отличаются не столько глубиной и важностью, сколько благозвучием и приятностью. <...> Второй род — не столь обильный мыслями, зато катящий слова стремительно и быстро, причём в этом потоке речи слова льются и пышные и изящные. Этот [род красноречия] и теперь господствует во всей Азии; его держался и Эсхил Книдский и мой ровесник Эсхин Милетский: речь их текла удивительно легко, но красивой благозвучности мыслей в ней не было. Тот и другой роды речи больше к лицу молодым людям, а для стариков в них слишком мало весомости. — Цицерон. Брут
Азианизм считается первым проявлением европейского маньеризма («erste Form des europäischen Manierismus») в литературе, также как аттицизм — европейского классицизма.